# کهوس-کاینو
کِهوس-کایْنو زیرمجموعه کاینو و یکی از ناحیه‌ها در فنلاند از سال ۲۰۰۹ است.

## شهرداری‌ها
| نشان ملی             | شهرداری              |
| -------------------- | -------------------- |
| Hyrynsalmen vaakuna  | هیرین‌سالمی (شهرداری) |
| Kuhmon vaakuna       | کوهمو (شهر)          |
| Puolangan vaakuna    | پوئولانکا (شهرداری)  |
| Suomussalmen vaakuna | سووموسالمی (شهرداری) |